# Naboidea
Super-famille
Les Naboidea sont une super-famille d'insectes hétéroptères (punaises). Tous sont prédateurs.

## Systématique
Les Naboidea comprennent aujourd'hui trois familles, les Nabidae, les Medocostidae (monotypique, avec une espèce) et les Velocipedidae. Ils appartiennent à l'infra-ordre des Cimicomorpha. 

### Liste des familles
Selon  Species File (26 mai 2022) :
- famille Medocostidae Štys 1967
- famille Nabidae Costa, 1853

Auxquelles il faut ajouter, , :
- famille Velocipedidae Bergroth, 1891

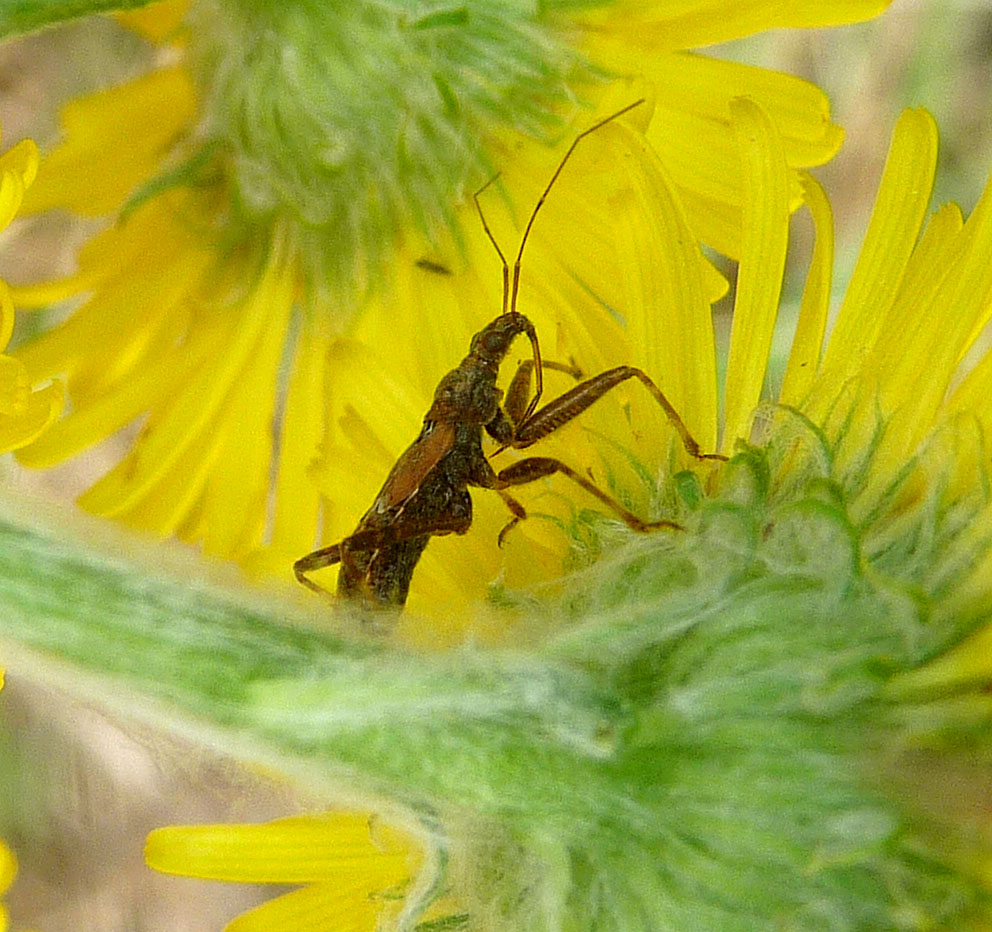
Nabidae : Himacerus apterus
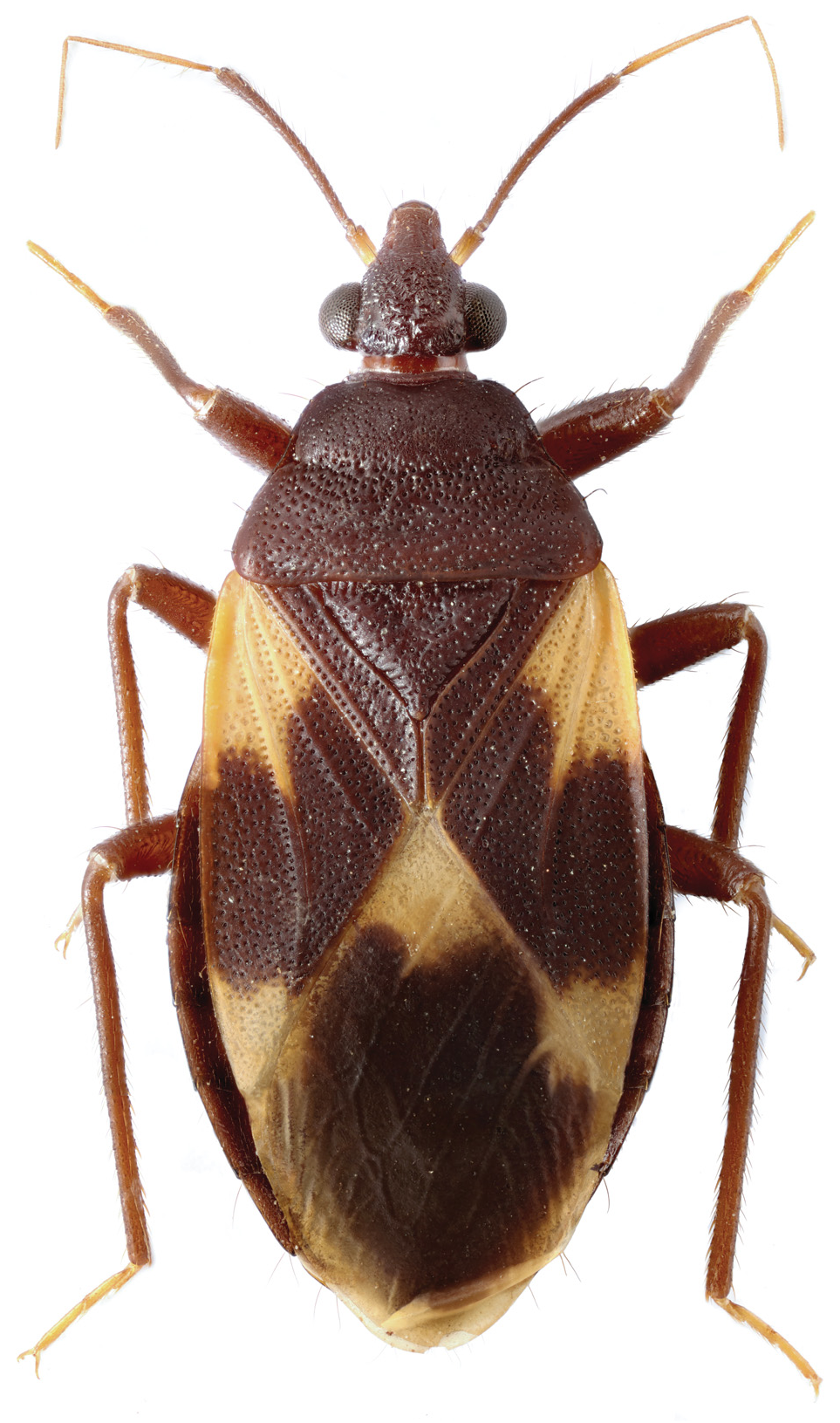
Medocostidae : Medocostes lestoni
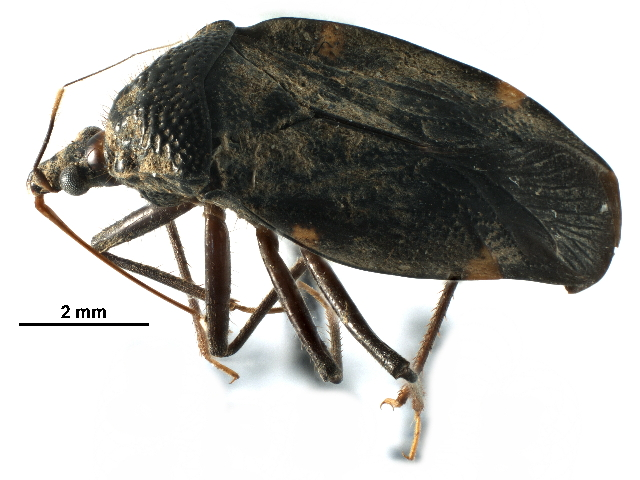
Velocipedidae : Scotomedes sp.